# Tomah (hrabstwo Monroe)
Tomah – miejscowość w Stanach Zjednoczonych, w stanie Wisconsin, w hrabstwie Monroe.